# Thompson Island (Massachusetts)
Thompson Island ist eine Insel im Boston Harbor im Bundesstaat Massachusetts der Vereinigten Staaten. Sie befindet sich ca. 4 mi (6 km) vor der Küste des Stadtzentrums von Boston und wird vom gemeinnützigen Thompson Island Outward Bound Education Center verwaltet. Die Insel ist an Sonntagen im Sommer für Besucher geöffnet und ansonsten nur nach vorheriger Anmeldung zugänglich. Die Insel ist Teil der Boston Harbor Islands National Recreation Area.
Die Insel ist etwa 170 Acres (0,69 km²) groß. Die höchste Erhebung bildet ein Drumlin mit 78 ft (24 m) über dem Meeresspiegel. Auf der Insel befinden sich ansonsten kleinere Hügel sowie eine Salzwiese. Der Boden ist mit gemischter Vegetation bewachsen, darunter Hartholz, Reste von Birnen- und Äpfel-Obstgärten, Zierbäume und -hecken, offene Weiden, Rhus-Haine, Salzwiesengräser und Rasenflächen. Es gibt auch ein Fußballfeld.

## Geschichte
Im Jahr 1626, also bereits vier Jahre, bevor die ersten Puritaner die ostamerikanische Küste erreichten, eröffnete David Thompson einen Handelsposten zum Handel mit den Neponset-Indianern auf der Insel, die heute seinen Namen trägt. Thompson war Schotte, der die Siedlungsaktivitäten von Ferdinando Gorges und John Mason in der Nähe von Portsmouth in New Hampshire beaufsichtigt hatte. In den folgenden zwei Jahrhunderten wurde die Insel an verschiedene Familien für den Ackerbau verpachtet.

### Jungenschule (1833–1975)

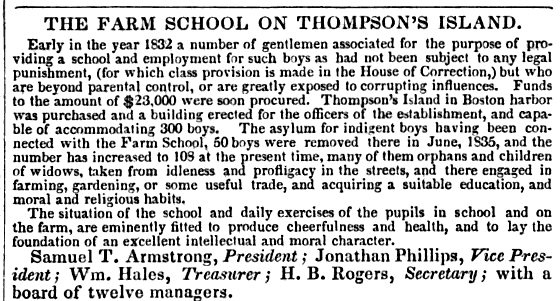
Artikel über die Farm School auf Thompson Island aus dem Boston Almanach, 1838

1833 zog das Boston Asylum for Indigent Boys auf die Insel und verschmolz 1835 mit der Boston Farm School Society zur Boston Farm and Trade School. 1956 wurde der Name in Thompson Academy geändert, die sich als Internat auf die Vorbereitung ihrer ausschließlich männlichen Schüler aus der Umgebung von Boston auf das College spezialisierte und zugleich die Traditionen fortführte. Während sehr turbulenter Zeiten war die Schule ein Vorbild für eine erfolgreiche Integrationspolitik, die auf Freundschaft und Bruderschaft basierte. Mehrere hundert Jungen aus allen Gesellschaftsschichten besuchten die Schule jedes Jahr von den späten 1960er bis in die mittleren 1970er Jahre. Sie nahmen dabei an den Ligen der Privatschulen teil, beteiligten sich an bedeutenden kommunalen Dienstleistungsprojekten in Boston, hielten Verbindungen zu örtlichen Colleges und Universitäten und halfen dabei, die Insel und das Schulgebäude in gutem Zustand zu erhalten. Die Jungen und ihre Lehrer nutzten regelmäßig die Boote Pilgrim III und dessen Nachfolger Pilgrim IV, um von der Insel in die Stadt und zurück zu kommen.
Im Jahr 1971 zerstörte ein Feuer das Hauptgebäude der Schule, die ihren Betrieb noch vier Jahre fortsetzte und dann schließen musste. Viele Absolventen der Thompson Academy studierten später an namhaften Colleges und Universitäten in den USA und im Ausland.

### Outward Bound (1994-heute)
In den frühen 1990er Jahren entwickelten David Manzo, John Verre, Edward F. Kelley und Peter Willauer ein umfassendes Programm namens Citybound, in dessen Rahmen Erwachsene mit Störungen ihrer Emotionen oder ihres Verhaltens auf Thompson Island behandelt werden.
Die Willauer School, eine Outward-Bound-Schule, war von 1994 bis 2006 aktiv. Heute ist das Thompson Island Outward Bound Education Center Eigentümer der Insel und betreibt verschiedene Outward Bound-Programme, die jährlich über 5.000 Schüler und 3.000 Erwachsene auf die Insel bringen. Die Programme werden durch Spenden sowie durch Einnahmen des Thompson Island Conference Center finanziert.